# (9289) Balau
(9289) Balau est un astéroïde de la ceinture principale.

## Description
(9289) Balau est un astéroïde de la ceinture principale. Il fut découvert le 26 août 1981 à La Silla par Henri Debehogne. Il présente une orbite caractérisée par un demi-grand axe de 2,60 UA, une excentricité de 0,16 et une inclinaison de 13,5° par rapport à l'écliptique.

## Compléments